# گمینا لوباوکا
گمینا لوباوکا (به لهستانی:  Gmina Lubawka) یک گمینا در لهستان است که در شهرستان کامیننا گورا واقع شده‌است. گمینا لوباوکا ۱۳۸٫۰۸ کیلومتر مربع مساحت و ۱۱٬۶۰۴ نفر جمعیت دارد.